# Haematopota cana
Haematopota cana är en tvåvingeart som beskrevs av Walker 1848. Haematopota cana ingår i släktet Haematopota och familjen bromsar. Inga underarter finns listade i Catalogue of Life.